# シルヴィア (小惑星)
シルヴィア またはシルビア (87 Sylvia) は、火星と木星の間の小惑星帯にある、大型の小惑星である。非常に暗い色をしており、原始太陽系の頃に形成された小惑星と考えられる。メインベルトよりも遠くの軌道を周回していることから、キュベレー族に分類される。複数の衛星を持つことが確認された初の小惑星である。
シルヴィアは1866年5月16日、イギリスの天文学者ノーマン・ポグソンによって発見された。ポグソンは当時、インドのマドラスで観測を行っていた。命名理由に関してポグソンは、この小惑星の発見報告論文において、古代ローマの女神であり、森のレアを意味する「レア・シルウィア」に因んで名づけたと説明している。
日本では、2014年に掩蔽が観測され、楕円の形状が明らかとなっている。

## 衛星

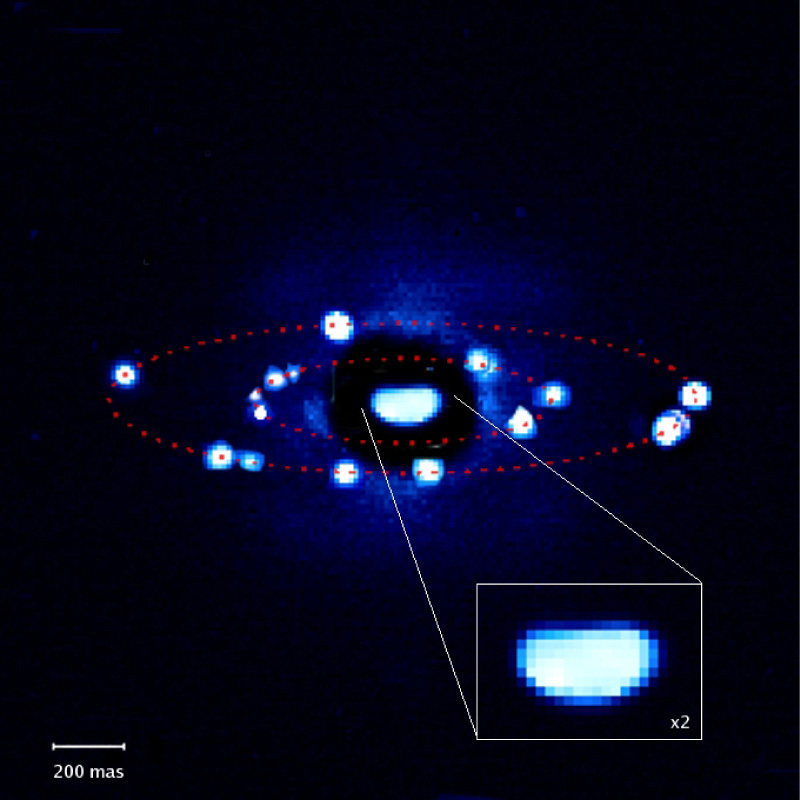
シルヴィアと2つの衛星
（9日分の画像を合成）

2001年と2004年に、シルヴィアに計二つの衛星が発見され、それぞれレア・シルウィアの二人の息子とされるロムルスとレムスの名が与えられた。
これらの衛星の発見により、シルヴィアに関する厳密な体積と密度の測定が可能となった。そして測定の結果、シルヴィアの密度は他の小惑星に比べて極めて低いことが明らかになり、小惑星の表面は多数の穴が存在し、スポンジのような状態であることが判明した。このため、シルヴィアは衝突によって破砕された天体の破片が再集積したラブルパイルであり、二つの衛星は取り残された破片から生まれたと考えられている。
| 名前 | 名前                   | 直径 (km) | 軌道 傾斜角 （度） | 離心率 | 軌道 半長径 (km) | 公転 周期 （日） |
| ---- | ---------------------- | --------- | ------------------ | ------ | ---------------- | ---------------- |
| II   | レムス S/2004 (87) 1   | 7         | 2.0                | 0.016  | 706              | 1.3788           |
| I    | ロムルス S/2001 (87) 1 | 18        | 1.7                | 0.001  | 1,356            | 3.6496           |